# Графенберг (Ройтлинген)
Графенберг (нем. Grafenberg) — община в Германии, в земле Баден-Вюртемберг.
Подчиняется административному округу Тюбинген. Входит в состав района Ройтлинген. Население составляет 2614 человек (на 31 декабря 2010 года). Занимает площадь 3,51 км².